# Calosoma persianum
Calosoma persianum is een keversoort uit de familie van de loopkevers (Carabidae). De wetenschappelijke naam van de soort is voor het eerst geldig gepubliceerd in 1974 door Morvan.
De kever wordt 26 tot 30 millimeter lang en is brachypteer (kan niet vliegen).
De soort komt voor in het zuidoosten van Iran op hoogtes van ongeveer 2200 meter boven zeeniveau.